# Rie Yamaki
Rie Yamaki (japanisch 山木 里恵 Yamaki Rie; * 2. Oktober 1975 in der Präfektur Chiba) ist eine ehemalige japanische Fußballspielerin, die auch für die Nationalmannschaft spielte.

## Karriere

### Vereine
Yamaki gehörte dem FC Bayern München an und kam mit ihm am 19. Mai 1990 im Finale um den DFB-Pokal zum Einsatz, das sie mit der Mannschaft mit 0:1 gegen den FSV Frankfurt verlor.
Zur Spielzeit 1990 wechselte sie zum Nissan FC Ladies und absolvierte in vier Spielzeiten in der Nihon Joshi Soccer League, der höchsten Spielklasse im japanischen Frauenfußball, 75 Punktspiele, in denen sie zehn Tore erzielte. Von 1994 bis 1998 war sie für den Ligakonkurrenten Nikko Securities Dream Ladies aktiv, bevor sie zur Saison 1999/2000 vom Bundesligisten 1. FFC Frankfurt verpflichtet wurde. Nach drei Spielzeiten kehrte sie 2002 nach Japan zurück und ließ ihre aktive Fußballerkarriere beim Ohara Gakuen JaSRA nach zwei Spielzeiten ausklingen.

### Nationalmannschaft
Yamaki bestritt im Zeitraum von 1993 bis 1999 50 Länderspiele für die A-Nationalmannschaft und erzielte drei Tore. Mit dieser nahm sie an der vom 5. bis 18. Juni 1995 in Schweden ausgetragenen Weltmeisterschaft teil und bestritt die drei Gruppenspiele sowie das mit 0:4 gegen die Nationalmannschaft der Vereinigten Staaten verlorene Viertelfinale.
Des Weiteren nahm sie am vom 21. Juli bis 1. August 1996 in Atlanta ausgetragenen olympischen Fußballturnier teil, das sie mit ihrer Mannschaft als Siebtplatzierter beendete. Sie bestritt alle drei (verlorenen) Gruppenspiele und schied mit ihrer Mannschaft als Gruppenletzter aus dem Turnier aus.
Ferner nahm sie mit der Mannschaft an der vom 5. bis 14. Dezember 1997 in der Volksrepublik China ausgetragenen Asienmeisterschaft teil. Mit ihren beiden Toren beim 21:0-Sieg gegen die Nationalmannschaft Guams und beim 9:0-Sieg gegen die Nationalmannschaft Hongkongs erzielte sie ihre ersten Länderspieltore überhaupt. Das Halbfinalspiel verlor sie mit ihrer Mannschaft mit 0:1 gegen die Nationalmannschaft Nordkoreas, gewann jedoch das Spiel um Platz 3 mit 2:0 gegen Chinese Taipei.
Ihr viertes Turnier, an dem sie teilnahm, war die vom 19. Juni bis 10. Juli 1999 in den Vereinigten Staaten ausgetragene Weltmeisterschaft, in der sie im zweiten und dritten Gruppenspiel, bei der 0:5- bzw. 0:4-Niederlage gegen Russland bzw. Norwegen, eingesetzt wurde und ebenfalls als Gruppenletzter aus dem Turnier ausschied.

## Erfolge
- Deutscher Meister 2001, 2002 (mit dem 1. FFC Frankfurt)
- DFB-Pokal-Sieger 2000, 2001, 2002 (mit dem 1. FFC Frankfurt)
- Japanischer Meister 1996, 1997, 1998 (mit den Nikko Securities Dream Ladies)
- Japanischer Pokalsieger 1996 (mit den Nikko Securities Dream Ladies)